# Puccinellia jenisseiensis
Puccinellia jenisseiensis là một loài thực vật có hoa trong họ Hòa thảo. Loài này được (Roshev.) Tzvelev miêu tả khoa học đầu tiên năm 1964.